# Seicercus soror
A Seicercus soror a verébalakúak (Passeriformes) rendjébe, ezen belül a füzikefélék (Phylloscopidae) családjába és a Seicercus nembe tartozó faj. Korábban nem különítették el a Seicercus burkii fajtól. 11-12 centiméter hosszú. Ázsia délkeleti részének erdőiben él; Kína délkeleti részén költ, télen délebbre vándorol, a Maláj-félsziget északi részéig. Többnyire rovarokkal táplálkozik.

## Fordítás
- Ez a szócikk részben vagy egészben  az   Alström's warbler című angol Wikipédia-szócikk fordításán alapul.  Az eredeti cikk szerkesztőit annak laptörténete sorolja fel. Ez a jelzés csupán a megfogalmazás eredetét és a szerzői jogokat jelzi, nem szolgál a cikkben szereplő információk forrásmegjelöléseként.